# STS-47
STS-47 (englisch Space Transportation System) ist eine Missionsbezeichnung für das US-amerikanische Space Shuttle Endeavour (OV-105) der NASA. Der Start erfolgte am 12. September 1992. Es war die 50. Space-Shuttle-Mission und der zweite Flug der Raumfähre Endeavour.

## Mannschaft

### Hauptbesatzung
- Robert Gibson (4. Raumflug), Kommandant
- Curtis Brown (1. Raumflug), Pilot
- Mark Lee (2. Raumflug), Missionsspezialist
- Jan Davis (1. Raumflug), Missionsspezialistin
- Jerome Apt (2. Raumflug), Missionsspezialist
- Mae Jemison (1. Raumflug), Missionsspezialistin
- Mamoru Mōri (1. Raumflug), Nutzlastspezialist (NASDA)

### Ersatz
- Chiaki Mukai  und Takao Doi  sowie Stanley Koszelak  für Mōri

## Missionsüberblick
Der zweite Flug der Raumfähre Endeavour begann am 12. September 1992 mit einem Start von der Startrampe 39B des Kennedy Space Centers. STS-47 war die zehnte Spacelab-Mission. Erstmals flog ein Ehepaar gemeinsam in den Weltraum, denn zu dem Zeitpunkt waren Mark Lee und Jan Davis verheiratet.

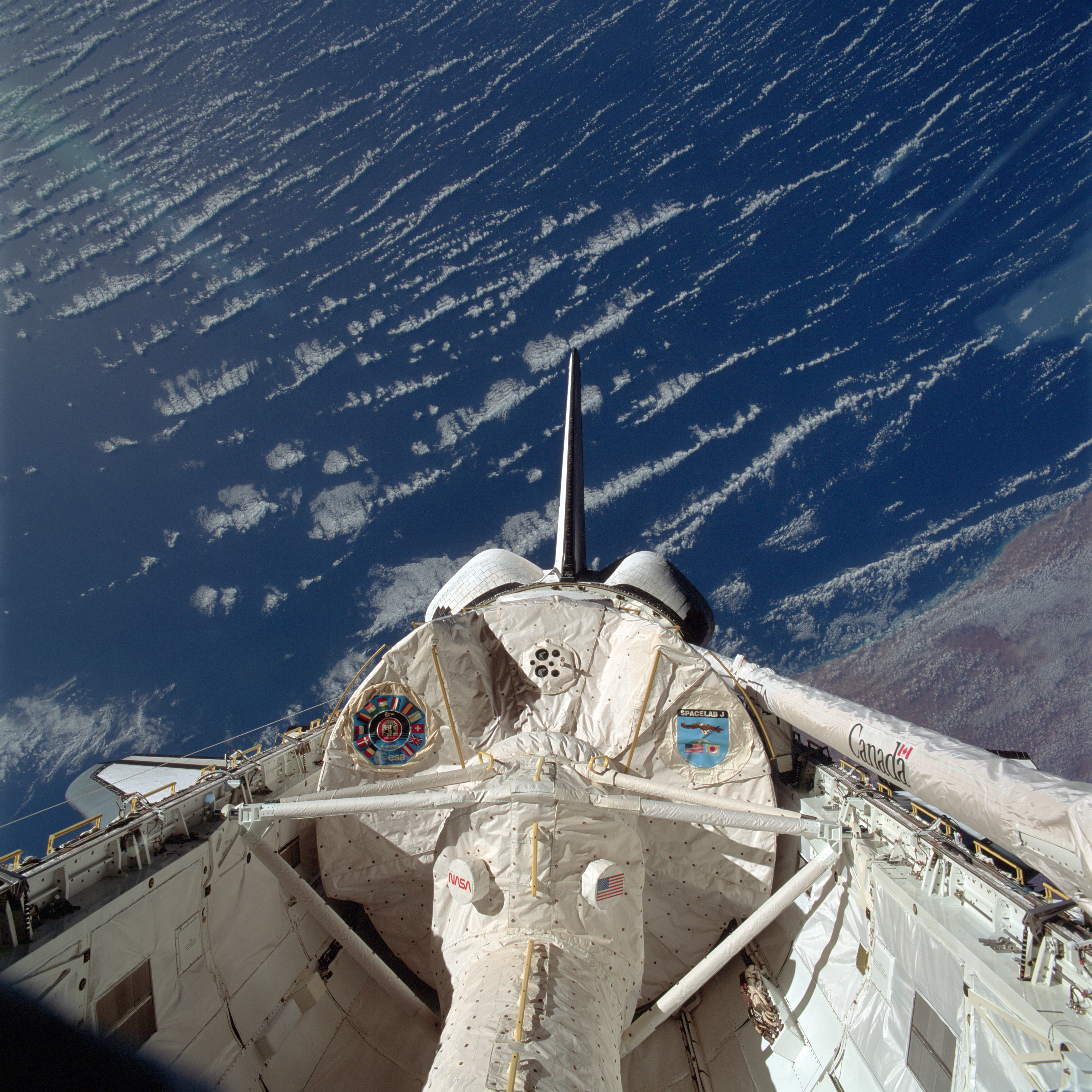
Das Spacelab-Modul in der Nutzlastbucht der Endeavour

Um Experimente rund um die Uhr zu ermöglichen, wurde die Mannschaft in ein rotes und ein blaues Team unterteilt, die jeweils in Schichten arbeiteten. Die Experimente, die im Spacelab durchgeführt wurden umfassten unter anderem Untersuchungen aus den Bereichen Materialwissenschaften, Biotechnologie, Fluiddynamik, Biologie (Zellteilung) und Verhaltenslehre. Zudem befanden sich zwölf Get-Away-Behälter in der Nutzlastbucht, in denen automatische Experimente abliefen. In einem davon befand sich ein Experiment von amerikanischen Pfadfindern. Weitere Experimente wurden auf dem Mitteldeck der Endeavour durchgeführt.
Unter anderem wurden während der Mission bei 24 Materialexperimenten neuartige Halbleitermaterialien hergestellt, das Verhalten von Öltröpfchen und die Dynamik von Flüssigkeiten in der Schwerelosigkeit untersucht sowie verschiedene Gläser, Keramiken, Metalle und Legierungen getestet. Medizinisch-biologische Untersuchungen beschäftigten sich mit den Auswirkungen der Schwerelosigkeit auf den Menschen und weitere lebende Organismen. Dazu wurden entwicklungsbiologische und physiologische Experimente mit Froscheiern, Fröschen, Fischen, Fruchtfliegen, Wespen, Hühnerembryos, Pilz- und Pflanzensamen sowie Tier- bzw. Pflanzenzellkulturen ausgeführt. Weiterhin wurden Biorhythmen untersucht, die Beschleunigung der Raumfähre durch die Einflüsse der Lebewesen an Bord sehr präzise gemessen und Routinearbeiten des Shuttleprogramms durchgeführt. Dazu gehörte auch der Kontakt der Besatzung mit Funkamateuren weltweit (SAREX II).
Aufgrund einiger technischer Schwierigkeiten zu Beginn und ausreichender Energiereserven wurde die Mission um einen Tag verlängert. Letztlich war sie ein voller Erfolg und endete am 20. September mit einer Landung am Kennedy Space Center.